# Comet
A Comet egy programozási technika, ami lehetővé teszi a webszervernek, hogy adatot küldjön a kliens felé anélkül, hogy azt a kliensnek kérnie kelljen. A HTML5-ben a WebSocket fogja felváltani.

## Technológia
A hagyományos webszerver-kliens kapcsolattól eltérően a Comet speciális struktúrát igényel. A kliensoldali alkalmazásnak folyamatosan dolgoznia kell, kapcsolat kiépítése után is. A szerver oldalon, még ha a kérést nem is szolgálja ki azonnal, a kapcsolatot fenn kell tartani, amíg az eseményt ki nem váltja valami. Amint az esemény bekövetkezik, a szerver elküldi az esemény által generált adatot a klienshez.
A kapcsolat ekkor lezárható, illetve nyitva is tartható, ha az esemény újra bekövetkezhet. Ha több esemény következik be, a szerver elküldheti az esemény-generált adatot a nyitott kapcsolaton keresztül, nem kell a kliensnek azt minden alkalommal explicit módon kérnie.